# Carapus acus
Carapus acus är en fiskart som först beskrevs av Brünnich, 1768.  Carapus acus ingår i släktet Carapus och familjen nålfiskar. Inga underarter finns listade.